# Sigma Autosport
A Sigma Autosport foi uma equipe de corridas automobilísticas dos Estados Unidos que competiu na CART entre 2001 e 2002.

## História
Fundada por Tom Wieringa (ex-piloto da Fórmula Atlantic e da Indy Lights), disputou sua primeira temporada na CART em 2001 com o espanhol Oriol Servià, que pilotou um Lola-Ford. Com 2 quintos lugares (Vancouver e Lausitz), Servià encerrou a temporada em 19º lugar, com 42 pontos. Durante a pré-temporada, Wieringa, aos 49 anos de idade, fez um teste no circuito de Homestead.
Para a temporada de 2002, foi contratado Massimiliano Papis, egresso da Rahal, que disputou 5 etapas com o patrocínio da empresa de softwares Rockwell FirstPoint. O italiano conquistou 2 terceiros lugares, em Long Beach e Milwaukee, porém os atrasos de pagamento dos motores à Ford obrigaram a Sigma a deixar a CART após a etapa de Laguna Seca.
Tom Wieringa, o chefe de equipe, retomou a carreira de piloto na Fórmula Atlantic e na Indy Lights, aposentando-se em 2008.

## Pilotos
- Oriol Servià (2001)
- Massimiliano Papis (2002)